# Günther Steines
Günther Steines (Treviri, 28 settembre 1928 – Bad Neuenahr-Ahrweiler, 4 giugno 1982) è stato un velocista e mezzofondista tedesco.

## Palmarès

### Olimpiadi
- Bronzo a Helsinki 1952 nella staffetta 4×400 metri.